# Альтенцаун
Альтенцаун (нем. Altenzaun) — община в Германии, в земле Саксония-Анхальт.
Входит в состав района Штендаль. Подчиняется управлению Арнебург-Гольдбек.  Население составляет 127 человек (на 31 декабря 2006 года). Занимает площадь 11,12 км².